# Gabriela Koeva
Gabriela Koeva est une ancienne joueuse bulgare de volley-ball née le 25 juillet 1989 à Pleven. Elle mesure 1,88 m et jouait au poste de centrale. 

## Clubs
| Club              | De        | À         |
| ----------------- | --------- | --------- |
| Spartak'96 Pleven | 2002-2003 | 2005-2006 |
| CSKA Sofia        | 2007-2008 | 2008-2009 |
| VBC Voléro Zurich | 2009-2010 | 2010-2011 |
| Minerva Volley    | 2011-2012 | 2011-2012 |
| Beşiktaş İstanbul | 2012-2013 | 2014-2015 |
| Telekom Bakou     | 2015-2016 | 2016-2017 |

## Palmarès

### Équipe nationale
- Ligue européenne
  - Finaliste : 2012.

### Clubs
- Challenge Cup
  - Finaliste : 2014.
- Championnat de Suisse
  - Vainqueur : 2010, 2011.
- Coupe de Suisse
  - Vainqueur : 2010, 2011.
- Supercoupe de Suisse
  - Vainqueur : 2010.
- Championnat de Bulgarie
  - Vainqueur : 2008.
- Championnat d'Azerbaïdjan
  - Finaliste : 2016.